# Macrolepiota clelandii
Macrolepiota clelandii, conocida comúnmente como parasol esbelto o parasol gracioso, es una especie de hongo formador de setas de la familia Agaricaceae. La especie se encuentra en Australia y Nueva Zelanda, donde fructifica individualmente o en pequeños grupos en el suelo en bosques de eucaliptos, parques y bordes de carreteras. Es una seta alta, de unos 20 cm (8 pulgadas), con un sombrero ancho cubierto de anillos distintivos de escamas de color marrón oscuro. Las branquias blanquecinas de la parte inferior del sombrero están muy próximas entre sí y no están unidas al delgado pie, que tiene un anillo suelto en su mitad superior y una base bulbosa. No se sabe con certeza si esta seta es comestible, pero las setas parasol estrechamente relacionadas son comestibles y algunas son muy codiciadas.
El hongo, documentado por primera vez por el naturalista John Burton Cleland a principios del siglo XX, se suponía inicialmente que era el pariente cercano Macrolepiota procera, una especie europea que ahora se sabe que está ausente de Australia. La micóloga australiana Cheryl Grgurinovic reconoció las colecciones de Cleland como una especie distinta, describiéndola oficialmente en 1997. El hongo ha recibido varios nombres: M. konradii, M. gracilenta y M. mastoidea. Else Vellinga demostró mediante un análisis filogenético molecular que estos nombres se refieren a especies europeas y fueron aplicados erróneamente por autores australianos.

## Taxonomía
Macrolepiota clelandii fue descrita oficialmente por la micóloga Cheryl Grgurinovic en su obra de 1997 Larger Fungi of South Australia. Antes de esto, el naturalista australiano John Burton Cleland había referido el hongo a Macrolepiota procera, una especie común y extendida que ahora se sabe que no se da en Australia. Grgurinovic identificó el taxón de Cleland, caracterizado por tener basidios con dos esporas, como una especie distinta.  La colección tipo fue realizada por Cleland en 1912, cerca del río Hawkesbury en Nueva Gales del Sur. El epíteto específico clelandii hace honor al temprano trabajo de Cleland al documentar la especie varias veces a principios del siglo XX. El hongo es comúnmente llamado hongo parasol esbelto o gracioso. «Bush parasol» es un nombre común propuesto para su uso en Nueva Zelanda.
El análisis molecular de secuencias de ADN de colecciones australianas etiquetadas como Macrolepiota konradii, M. gracilenta, M. mastoidea, y M. procera ha demostrado que se trata de la misma especie que Macrolepiota clelandii. Del mismo modo, varias colecciones neozelandesas fueron históricamente identificadas erróneamente como Macrolepiota dolichaula. Estos nombres, dados originalmente a especies europeas, se aplicaron erróneamente a colecciones australianas. Else Vellinga modificó posteriormente el concepto de especie de Macrolepiota clelandii para incluir especímenes con basidios de cuatro esporas y coloración pálida del cuerpo del fruto. Filogenéticamente, M. clelandii se encuentra en un clado con especies estrechamente relacionadas como M. procera, M. dolichaula y M. mastoidea. Este clado es hermano de un grupo que contiene especies de Leucoagaricus y Leucocoprinus. La presencia de conexiones de pinza en las hifas sitúan a M. clelandii en la sección Macrolepiota del género Macrolepiota.

## Descripción

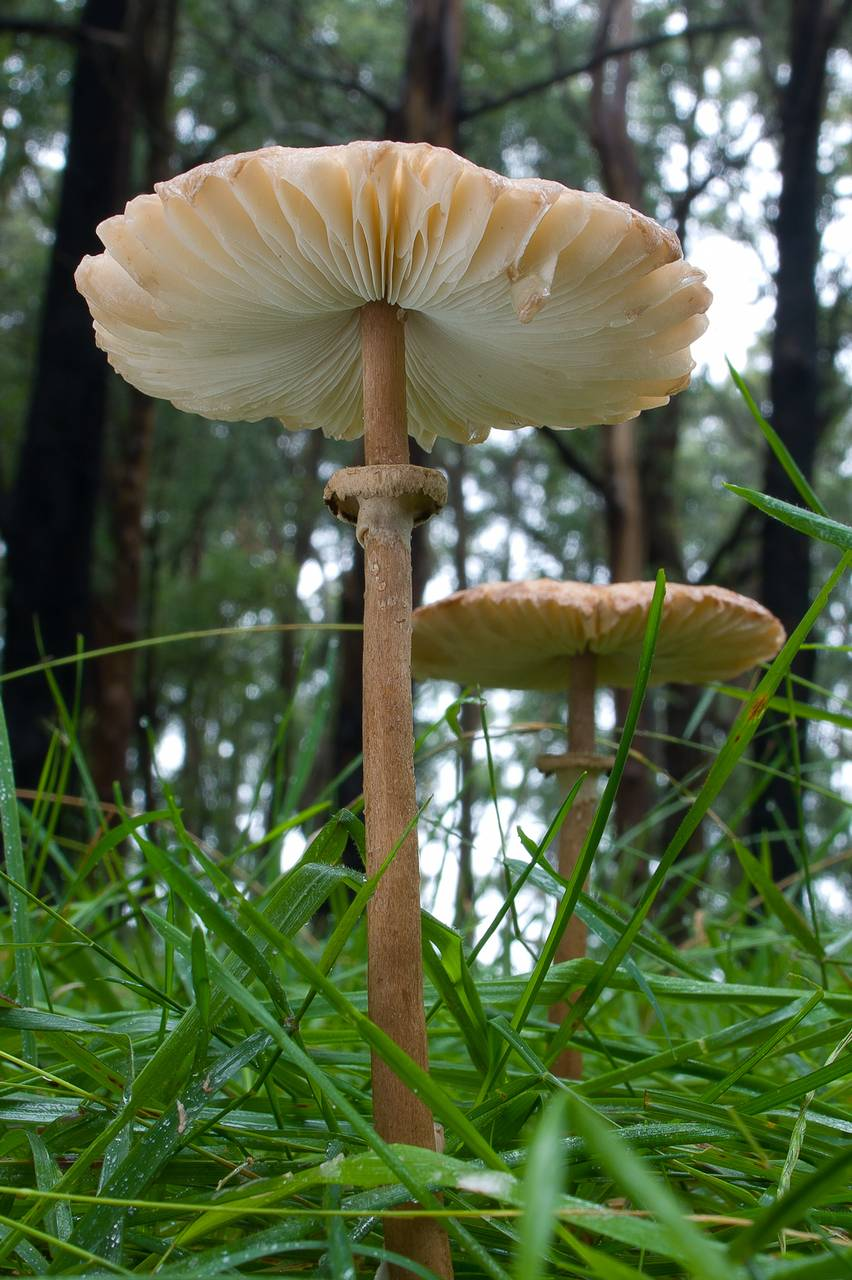
En el Parque Nacional de Dandenong Ranges, Victoria

El cuerpo del fruto de Macrolepiota clelandii tiene un capuchón inicialmente ovoide, que luego se vuelve convexo y más tarde aplanado en la madurez, alcanzando diámetros de 7,6-12,5 cm (3,0-4,9 in). Tiene un umbo de color marrón oscuro y pequeñas escamas de color marrón oscuro que dejan ver la carne blanquecina que hay debajo. Estas escamas están dispuestas en anillos concéntricos cada vez más apretados hasta el umbo, que está completamente cubierto de escamas. En el margen del sombrero pueden quedar pequeños fragmentos del velo parcial.

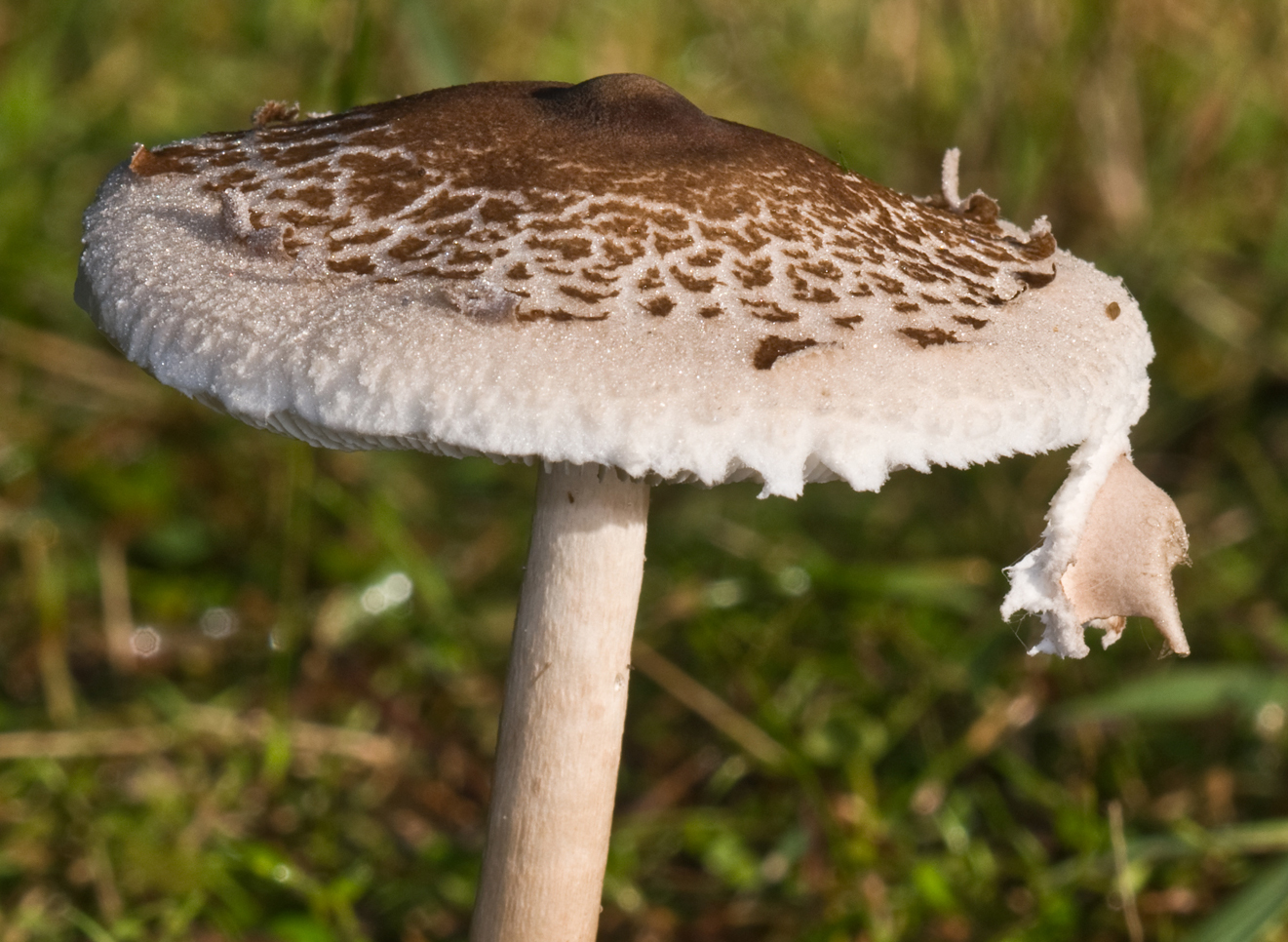
Pueden quedar fragmentos del velo parcial colgando del margen de la tapa.

Las branquias blancas no están unidas al tallo y están muy próximas entre sí. El tallo, esbelto y hueco, mide hasta 18,7 cm de largo y tiene una base algo bulbosa. Tiene un color marrón pálido, y presenta un anillo en su mitad superior que a menudo se desprende para moverse libremente arriba y abajo del pie. Los hongos no tienen olor distintivo. Su alta estatura significa que las branquias suelen estar limpias, habiendo evitado las salpicaduras de lluvia del suelo del bosque.
Según Peter Roberts y Shelley Evans, todas las especies «parasol» (es decir, M. procera y sus parientes cercanos, incluido M. clelandii) son comestibles. Anthony M. Young señala la similitud de M. clelandii con la especie europea comestible M. konradii, pero advierte de que «se desconoce la toxicidad de la especie australiana».
Macrolepiota clelandii produce una impresión de esporas blancas. Las esporas individuales son elipsoides con un pequeño poro germinal, lisas, de paredes gruesas y miden 13,4-24,8 por 9,6-16,0 μm. Presentan una reacción de tinción dextrinoide (marrón rojizo) con el reactivo de Melzer. Los basidios (células portadoras de esporas) tienen forma de garrote y miden 38,0-50 por 10,2-13,6 μm. Son de dos, tres o cuatro esporas, con esterigmas de hasta 8,0 μm de longitud. Las colecciones con basidios predominantemente de cuatro esporas tendrán generalmente esporas más pequeñas que aquellas con basidios de dos esporas. Los basidios de dos esporas producen esporas con cuatro núcleos. Los queilocistidios abundan en el borde de la agalla. Tienen unas dimensiones de 24,8-42,4 por 7,2-10,4 μm, con forma cilíndrica a de maza. No hay cistidios en la cara branquial (pleurocistidios). En las hifas hay conexiones en pinza.

### Especies similares
La especie europea Macrolepiota konradii, de aspecto similar a M. clelandii, tiene un rango menor de dimensiones de esporas, normalmente de 13-
17 por 8-10 μm. M. subcitrophylla, descrita en China en 2012, es genéticamente cercana a M. clelandii. A diferencia de esta última especie, tiene agallas amarillas. M. procera es más grande, con capuchones anchos de hasta 30 cm de diámetro, y la superficie del pie está cubierta de bandas en zigzag de color marrón o fajas escamosas sobre un fondo blanquecino. Sus esporas son más pequeñas que las de M. konradii, midiendo una media de 13,8-15,7 μm. Actualmente sólo se conoce su presencia en Europa.
El «falso parasol», Chlorophyllum molybdites, una especie tóxica que puede confundirse con M. konradii, también se da en Australia (pero no en Nueva Zelanda). Se distingue por su esporada verde y sus branquias que se vuelven verde claro con la edad. Algunas especies venenosas mortales de Lepiota tienen un patrón similar de escamas en el sombrero, pero sus cuerpos fructíferos son más pequeños.

## Hábitat y distribución
Macrolepiota clelandii fructifica individualmente o en pequeños grupos en el suelo, en la hierba o entre la hojarasca. Suele encontrarse en bosques de eucaliptos y selvas subtropicales. Se ha registrado su presencia en Queensland, Nueva Gales del Sur, Victoria, Australia Meridional y Australia Occidental. En el suroeste de Australia se encuentra en bosques de jarrah (Eucalyptus marginata) y karri (Eucalyptus diversicolor), donde la fructificación suele producirse a finales de otoño y principios de invierno. El hongo parece preferir los terrenos alterados, ya que se encuentra a menudo en los bordes de las carreteras junto a los bosques, en los céspedes, en las zonas cubiertas de hierba de los parques y entre la tala de los bosques de karri raleados. Es común en los bosques de eucalipto rojo de río (Eucalyptus camaldulensis). M. clelandii también está presente en Nueva Zelanda, donde se encuentra en bosques mixtos de mānuka (Leptospermum scoparium), kānuka (Kunzea ericoides) y kauri (Agathis), y en plantaciones de coníferas. Es la más pequeña y esbelta de las especies de Macrolepiota que allí se encuentran.